# 日本デザイナー学院
専門学校日本デザイナー学院（せんもんがっこうにっぽんデザイナーがくいん）は、東京都渋谷区にある東京都認可のデザイン・漫画の専門学校。初代校長はグラフィックデザイナーの山名文夫。創立来多数のデザイナー、漫画家、イラストレーターを輩出している。通称は「NDG」「日デ」「ニチデ」。
2022年の校長は野口朝夫、顧問は里中満智子、福島治、中谷日出。
グループ校に日本写真芸術専門学校、専門学校日本デザイナー学院九州校があり、2022年6月にマレーシアに日本デザイナー学院マレーシア校 (NIPPON DESIGNERS SCHOOL MALAYSIA COLLEGE) を開校することを発表した。

## 沿革
- 1965年（昭和40年） - 日本デザイナー学院が設立。初代学院長に山名文夫が就く[4]。
- 1966年（昭和41年） - 日本写真専門学院を東京都渋谷区神宮前に設立する。
- 1967年（昭和42年） - 東京校に新校舎建設[4]。
- 1968年（昭和43年） - 日本デザイナー学院九州校設立[4]。
- 1969年（昭和44年） - 各種学校として認可され、校長に上野荘夫が就く[4]。
- 1976年（昭和51年） - 2代目校長に野口寿郎が就く[4]。
- 1977年（昭和52年） - 学校法人呉学園設立、初代理事長に呉永石が就く[4]。専門学校として認可され、名称を専門学校日本デザイナー学院に変更する[4]。
- 1979年（昭和54年） - 3代目校長にジョオジ岡が就く[4]。
- 1983年（昭和58年） - 4代目校長に西島伊三雄が就く[4]。
- 1985年（昭和60年） - 創立20周年を迎え、渋谷に日本デザイナー学院および日本写真芸術専門学校の総合校舎が完成する[4]。
- 1987年（昭和62年） - 顧問教授に小池岩太郎、中井幸一、中村誠が就く[4]。
- 1994年（平成6年） - 名誉学院長に岡秀行が就く[4]。日本デザイナー学院長に秋山庄太郎が就く[4]。
- 1998年（平成10年） - 日本デザイナー学院校長に中村誠が就く。
- 2000年（平成12年） - 2代目理事長に宋成烈が就く。
- 2004年（平成16年） - 日本デザイナー学院7代目校長に岡田弘子が就く[4]。
- 2012年（平成24年） - 日本デザイナー学院8代目校長に野口朝夫が就く[4]。

## 設置学科
- 総合デザイン科
  - グラフィックデザイン専攻（3年制）
  - ビジュアルデザイン専攻（3年制）
- 総合イラストレーション科（3年制）
- グラフィックデザイン科（2年制）
- イラストレーション科（2年制）
- インテリアデザイン科（2年制）
- マンガ科
  - 総合マンガ創作専攻（2年制）
  - コミックイラスト専攻（2年制）
- 夜間部グラフィックデザイン科（2年制）
- 夜間部イラストレーション科（2年制）

マンガ専科（「附帯教育」対象は本校卒業見込者・卒業者及び他校卒業見込者（専門・大学のマンガ科）・卒業者）
- プロデビューコース（1年制）
- マンガ家育成コース（1年制）

## 日本デザイナー学院九州校
- 1968年 - 福岡に日本デザイナー学院九州校を設立する[6]。
- 1970年 - 事務機ビルに移転[6]。
- 1977年 - 大博多ビルに移転[6]。
- 1981年 - 西島伊三雄が初代校長として就任[4]。
- 1982年 - 博多駅前に校舎が落成し、専門学校として認可され、名称を専門学校日本デザイナー学院九州校に変更する[4]。
- 1991年 - 学校法人九州呉学園を設立する[6]。
- 1992年 - 専門学校日本デザイナー学院九州校が学校法人九州呉学園の設置校となる[6]。（法人分離）
- 2002年 - 学校長に中村誠[6]が就く。
- 2004年 - 学校長に大庭香代子[6]が就く。
- 2015年 - 専門学校日本デザイナー学院九州校に新校舎 (D-SQUARE) が落成する[4]。

## 著名な出身者
- 信藤三雄（アートディレクター、フォトグラファー、映画監督）
- 木村豊（アートディレクター、デザイナー）
- 小野浩（ゲームクリエイター）
- 相原コージ（漫画家）
- 帯ひろ志（漫画家）
- いしかわえみ（漫画家）
- 井上桃太（漫画家）
- 絶叫（漫画家、コミックイラストレーター）
- 加藤拓弐（漫画家）
- NON（漫画家）
- 中田貴大（漫画家）
- 桜井画門（漫画家(中退)）
- 渡辺義彦（漫画家）
- 黒田高祥（漫画家）
- 吉もと誠（漫画家）
- 桜倉メグ（漫画家）
- 村下孝蔵（インテリアデザイン科・広島校1期生）
- 大槻ケンヂ（ミュージシャン(中退)）
- 右藤綾子（ミュージシャン）

## グループ校
- 日本写真芸術専門学校
- 日本デザイナー学院九州校

## 関連人物
- 山名文夫 - 初代学院長
- 中村誠 - 前校長
- 秋山庄太郎 - 姉妹校 日本写真芸術専門学校 日本デザイナー学院 前校長
- 藤井秀樹 - 姉妹校 日本写真芸術専門学校 前校長
- 竹内敏信 - 姉妹校 日本写真芸術専門学校 現校長
- セバスチャン・サルガド - 姉妹校 日本写真芸術専門学校名誉顧問
- 西島伊三雄 - 姉妹校 日本デザイナー学院九州校 前校長